# Tarjeta de cajero automático
Una tarjeta de Cajero Automático o tarjeta ATM es cualquier tarjeta de pago emitida por una institución financiera que permite a un cliente acceder a un cajero automático (ATM) con el fin de realizar transacciones tales como depósitos, retiros de efectivo, obtención de información de la cuenta, etcétera. Las tarjetas ATM son conocidas por una variedad de nombres, tales como tarjeta bancaria, MAC (Money Acces Card, o Tarjeta de Acceso a Dinero), tarjeta de cliente, tarjeta llave o tarjeta de dinero en efectivo, entre otros. La mayoría de las tarjetas de pago, tales como las tarjetas de débito y de crédito también pueden funcionar como tarjetas de Cajero Automático, aunque también están disponibles las tarjetas sólo para ATM. Tarjetas recarga y tarjetas propietarias no se pueden usar como tarjetas de Cajero automático. El uso de una tarjeta de crédito para retirar dinero en efectivo en un ATM es tratado de forma diferente a una transacción POS, generalmente, atrayendo el interés de los cargos a partir de la fecha de la retirada de efectivo. Las redes Interbancarias permiten el uso de tarjetas ATM en los cajeros automáticos de operadores privados e instituciones financieras distintas a la institución que emitió la tarjeta.
Las tarjetas ATM también pueden ser usadas en Cajeros automáticos improvisados, tales como "mini Cajeros automáticos", terminales de tarjeta de comerciantes que ofrecen funcionalidades ATM sin ninguna caja de dinero. Estos terminales también puede ser usados como dinero en efectivo ATM scrip para el cobro de recibos que se emiten en el punto de venta del comerciante.
Las primeras tarjetas ATM fueron emitidas en 1967 por Barclays en Londres.

## Dimensiones
El tamaño de las tarjetas ATM es 85.60 x 53.98 mm (8.56 x 5.39 cm) con esquinas redondeadas con un radio de 2.88-3.48 mm, en conformidad con ISO/IEC 7810#ID-1, el mismo tamaño que las otras tarjetas de pago, tales como tarjetas de crédito, débito y otras tarjetas. También tienen en relieve el número de tarjeta bancaria conforme con la numeración estándar ISO/IEC 7812.

## Usos en cajeros automáticos
Todos los cajeros automáticos, como mínimo, van a permitir retiros en efectivo de los clientes del propietario de la máquina (si una máquina es operada por un banco) y para las tarjetas que están afiliados con cualquier red de cajeros automáticos si la máquina también está afiliada. Se informará de la cantidad retirada y las comisiones cobradas por la máquina en el recibo. La mayoría de los bancos y cooperativas de crédito que permitan transacciones bancarias de rutina relacionados con el banco propietario, incluyendo depósitos, comprobar el saldo de una cuenta, y la transferencia de dinero entre cuentas. Algunos pueden ofrecer servicios adicionales, tales como la venta de sellos de correos.

## Usos fuera del cajero
Algunas tarjetas ATM, también puede ser utilizadas en una rama, como la identificación de transacciones en persona.
La capacidad de utilizar una tarjeta ATM para compras o devoluciones no se permitirá en tiendas con puntos de venta, sin embargo, si la tarjeta ATM es también una tarjeta de débito, puede ser usada para una transacción de débito basado en un PIN, o una transacción tarjeta de crédito sin PIN si el comerciante está afiliado con la red del emisor de la tarjeta de crédito o débito. Los bancos han discutido con los comerciantes desde hace mucho sobre los cargos que pueden ser cargados por el banco para este tipo de transacciones. A pesar del hecho de que las tarjetas ATM requieren un PIN para su uso, los bancos han decidido permitir el uso de la tarjeta (débito o crédito) sin un PIN para todas las transacciones con comerciantes.
Para otros tipos de transacciones a través del teléfono o de la banca en línea, esto puede ser realizado con una tarjeta de ATM sin necesidad de autenticación en persona. Esto incluye la consultas de saldo de la cuenta, el pago de facturas electrónicas, o en algunos casos, las compras en línea (ver Interac Online).

## Redes de tarjetas
En algunas redes bancarias, las dos funciones de tarjetas ATM y tarjetas de débito se combinan en una sola tarjeta, llamado simplemente una "tarjeta de débito" o también comúnmente una "tarjeta bancaria". Estas son capaces de realizar tareas bancarias en los Cajeros automáticos y también hacer transacciones en los punto de venta, ambas con las características de uso de un PIN.
Interac en Canadá y Maestro en Europa son ejemplos de redes que unen las cuentas bancarias con el punto-de-venta.
Algunas redes de tarjeta de débito también comenzaron su vida como redes de tarjetas ATM antes de evolucionar como redes de tarjetas de débito, ejemplo de estas redes son: la Red para transferencias Electrónicas (REDES) del Banco de Desarrollo de Singapur (DBS) y Débito BCA del Banco Central de Asia (BCA), ambos fueron adoptadas posteriormente por otros bancos (con Prima Debit siendo la Red interbancaria Prima una versión de Débito BCA).

## Uso indebido
Debido al aumento de las copias ilegales de tarjetas con banda magnética, el Consejo Europeo de Pagos estableció una Fuerza de Tarea de Prevención contra Fraude de Tarjetas  en 2003, que dio lugar a un compromiso que todos los Cajeros automáticos y aplicaciones de puntos de ventas (POS)  migraran a la solución del uso de un chip y PIN hasta finales de 2010. La "SEPA para las Tarjetas" ha eliminado completamente la banda magnética de la necesidad de las antigua tarjetas de débito Maestro.